# トゴチ (朶顔衛)
トゴチ（Toγoči、生没年不詳）は、15世紀中後期の朶顔衛の統治者。また、モンゴル年代記でイスマイル大師討伐の功労者として特筆されるゴルラトのトゴチ少師（Γorlod-un Toγoči Sigüsi）と同一人物とみられる。

## 漢文史料でのトゴチ
『明憲宗実録』には「朶顔衛都督朶羅干男脱火赤」との表記があり、トゴチ（脱火赤）は15世紀初頭の朶顔衛の支配者のトゥルゲン（朶羅干）の息子であった。
1460年代、オンリュートのモーリハイ王はボライ太師を打倒して強勢となり、成化元年（1465年）にはモーラン・ハーンを擁立してモンゴル高原最大の実力者となった。しかし、成化2年（1466年）には早くもモーラン・ハーンと対立してこれを弑逆してしまい、その権勢は並ぶ者がいなくなったものの、内部ではモーリハイ王の専権ぶりに反発する者が増えつつあった。朶顔衛においては、後に「モーリハイによって衛印が奪われていた」との報告がなされており、恐らくモーリハイ王は武力で以て朶顔衛を屈服させ、その印を用いて朶顔衛の人と偽って明への朝貢を行っていたものとみられる。
そこで、成化4年（1468年）10月には「朶顔衛千戸のエンケ・テムル（奄可帖木児）がモーリハイと殺しあおうとしている」との報告が明朝になされ、モーリハイ王の打倒を目的とした内部抗争が起こっている。ここではエンケ・テムルの名前のみが挙げられているが、強大な勢力を有するモーリハイ王を千戸一人で相手どったとは考えにくいため、実際にはトゴチも含め多くの有力者が連合して対抗したものと考えられている。また、モンゴル年代記ではモーリハイを打倒したのはホルチン部のウネ・テムルであったとされ、漢文史料にもこれを裏付ける記述が見られる。
明朝の側では成化4年末から約1年に渡ってモンゴル高原情勢の情報が全く届かなくなり、成化5年（1469年）になってようやく報告がなされた。この時の報告によると、「時に孛羅の部落は互いに殺し合い、三つに分かれた。孛羅の人馬はケルレン河に行き、カダ・ブカは西北に行き、故モーリハイの子のオチライは西に行き、また小石（オロチュ少師を指す）ならびにトゴチは圪児海の西に駐留し黄河の凍結を待って大同を襲おうとしている」という。この報告中の「孛羅」とは『アルタン・トプチ』でウネ・テムルの兄とされる斉王ボルナイであり、ボルナイとウネ・テムルの兄弟が中心となってモーリハイ王を打倒したが、その勢力を纏めきれず三派に分かれたという情勢が窺える。
成化6年（1470年）5月にもモンゴル高原情勢についての報告があり、「ベグ・アルスラン太師・ボルナイ王・孛羅丞相の三人は万騎を率いて東行し、またオシュ・テムルは4万騎を率いて西北に駐牧し、オロチュ少師は万騎を率い、トゴチの200騎とともに西にあった」と述べられる。成化5年・6年双方の報告ともにトゴチはオルドス地方を拠点とし、ボルフ・ジノンの比護者となったオロチュと組んでボルナイらと袂を分かったとする。恐らくは早い段階からオロチュと朶顔衛は気脈を通じており、ボルナイらと連携してモーリハイの打倒に成功したが、物別れして別個の勢力を形成したものと考えられる。
成化10年（1474年）正月には先述の通り「モーリハイにかつて印を奪われていた」ことを理由に、脱火赤に対して衛印を重ねて支給したと記録されている。これ以後、明側の史料にはトゴチは登場しなくなるが、モンゴル年代記のToγoči Sigüsi＝漢文史料の脱火赤であるとするならば、これ以後もトゴチは現役の首領であったようである。

## モンゴル年代記のトゴチ少師
『アルタン・トプチ』『蒙古源流』といったモンゴル年代記は一致してトゴチ少師 （Toγoči Sigüsi）」なる人物がヨンシエブのイスマイル太師の討伐を行ったと伝えている。1479年、ヨンシエブのイスマイル大師なる人物がボルフ・ジノンの妻であったシキル太后と再婚し、その息子のバト・モンケ（後のダヤン・ハーン）を擁立して強勢を誇っていた。しかしバト・モンケは前代のマンドゥールン・ハーンの妻であったマンドゥフイ・ハトゥンと再婚し、その勢力を継承することで独自の軍団（チャハル）を整え、遂に成化19年（1483年）より庇護者であったイスマイル太師との対決を開始した。
この戦役については『アルタン・トプチ』の方により詳しい記載があり、ダヤン・ハーン側ではゴルラトのトゴチ少師、ホーチトのエセン・トゥゲル、チャガン・アマ、チュブン・バートル、ミンガト、アルルト・モーラン、ケシクテンのバルチ、タタルのトルゴン・ハラ、サラ・バトラト、ケムジュートのコリ・バヤスク、ゴルラトのババハイ・ウルルク、ハラチンのバガソハイ、ブルバクのモンケ、といった諸将が参加したことが記録されている。
以上の諸将の中で筆頭で名を挙げられているのがトゴチ少師であり、『蒙古源流』では『アルタン・トプチ』が紹介するトゴチ以外の全ての諸将が省略され、トゴチ少師の活躍が特筆されている。名前の一致や活動時期が近いことから、モンゴル年代記のトゴチ少師と『明憲宗実録』に見える脱火赤は同一人物と考えられる。宝音徳力根は、トゴチは当初協力関係にあったオロチュの庇護するボルフ・ジノンに仕え、後にその息子のダヤン・ハーンの下に移ったものと推定している。
モンゴル年代記によると、出征したトゴチ少師は自らイスマイル太師を射殺し、さらにホラタイを捕虜としたという。そして、ダヤン・ハーンの生母であるシキル太后を連れて帰ろうとしたが、既にイスマイル太師との間に二人の息子を得ていたシキル太后は泣いて動こうとしなかった。そこでトゴチ少師は怒って「あなたの夫であったジノンは悪いというのですか。あなたの子であるハーンは悪いのでしょうか。あなたのウルスのチャハルは悪いというのですか。どうしてあなたは他人のために泣いているのですか？」と述べ、刀を掴んで脅し遂にダヤン・ハーンの下に連れて行ったという。一方、『蒙古源流』もよく似た逸話を記した後、「イスマイル太師のゴロダイ・ノヤハン（Γolodai noyaqan）をトゴチ少師が娶った」という『アルタン・トプチ』には見えない逸話を伝えている。
なお、モンゴル年代記ではイスマイル太師はダヤン・ハーンの派遣した軍によってすぐ殺されたとするが、漢文史料ではイスマイルはハミル（現在の伊州区）方面に逃れて抵抗を続けたとする。この際、朶顔衛も属する兀良哈三衛によってイスマイルの子が海西女直に奴隷として売られたことが明朝に伝えられている 。
また、モンゴル年代記ではウリヤンハン討伐に活躍した人物として「メンドゥ・オルルク（Mendü Örlög）」もしくは「メンドゥ・ダルハン（Mendü darqan）」なる人物が登場する。この人物は『アルタン・トプチ』で「トゥルゲン（Tülgen）の息子」とされており、宝音徳力根はTülgen＝朶顔衛都督の朶羅干とみて、メンドゥをトゴチの弟ではないかと推定している。